# Mabel Pines
Mabel Pines es un personaje ficticio y uno de los dos personajes principales de la serie animada de Disney Channel Gravity Falls. El personaje tiene la voz de Kristen Schaal y el diseño del creador de la serie, Alex Hirsch. Está inspirada en la propia hermana gemela de Hirsch, Ariel Hirsch. Mabel apareció por primera vez en el piloto inédito y anónimo creado por Hirsch que utilizó para presentar el  programa; Luego apareció en el primer episodio «Tourist Trapped». Mabel, junto a su hermano Dipper Pines, protagoniza cada episodio de la serie. Mabel también tiene dos series de cortos dedicados a ella: «Mabel's Guide to Life» y «Mabel's Scrapbook», que aparecen en los cortos «Dipper's Guide to the Unexplained» y «Fixin' it with Soos», y en el vídeo musical «Call Me Maybe Mabel».
Varias versiones de realidad alternativa de Mabel aparecen en los medios de Rick y Morty y en Gravity Falls: Lost Legends, en particular Mortabel Pines-Smith, un personaje compuesto de Mabel y Morty Smith que aparece como personaje recurrente en Lost Legends, los episodios de Rick y Morty «Close Rick-counters of the Rick Kind», «The Ricklantis Mixup» y «Rickmurai Jack», y el videojuego Pocket Mortys, así como Anti-Mabel, el archienemigo de Mabel.

## Trasfondo
Mabel es una enérgica niña de 12 años (ella y su hermano cumplen 13 al final del final de la serie) que es enviada con su hermano a pasar sus vacaciones de verano en la trampa para turistas de su tío abuelo llamada la «Cabaña del Misterio». Ayuda a su hermano Dipper en su intento de descubrir los secretos de la ciudad ficticia de Gravity Falls y encontrar una explicación a las extrañas situaciones que viven. Son ayudados por el personal de mantenimiento que trabaja allí, Soos, Wendy, el amor platónico de Dipper y el mejor amigo/compañero de trabajo de los gemelos, y otros personajes a lo largo de la serie. Las situaciones que encuentran incluyen lidiar con varias criaturas sobrenaturales o legendarias, como Gnomo, críptidos, demonios, extraterrestres, minotauro y el siempre nefasto Bill Cipher.
Mabel es divertida y valiente, además de decidida en todo lo que se propone. Al igual que su hermano, a ella le cuesta crecer y quiere que la vean como más de lo que es. Ella es más inteligente de lo que a menudo se la retrata y siempre cuidará de su hermano, pase lo que pase.
Las aventuras de Mabel y su hermano están inspiradas en la infancia del creador de la serie Alex Hirsch y su propia hermana gemela. Como personaje, Mabel ha sido muy bien recibida por la crítica. Aparece en varios productos de Gravity Falls, como ropa, videojuegos, y videos musicales.

## Rol enGravity Falls

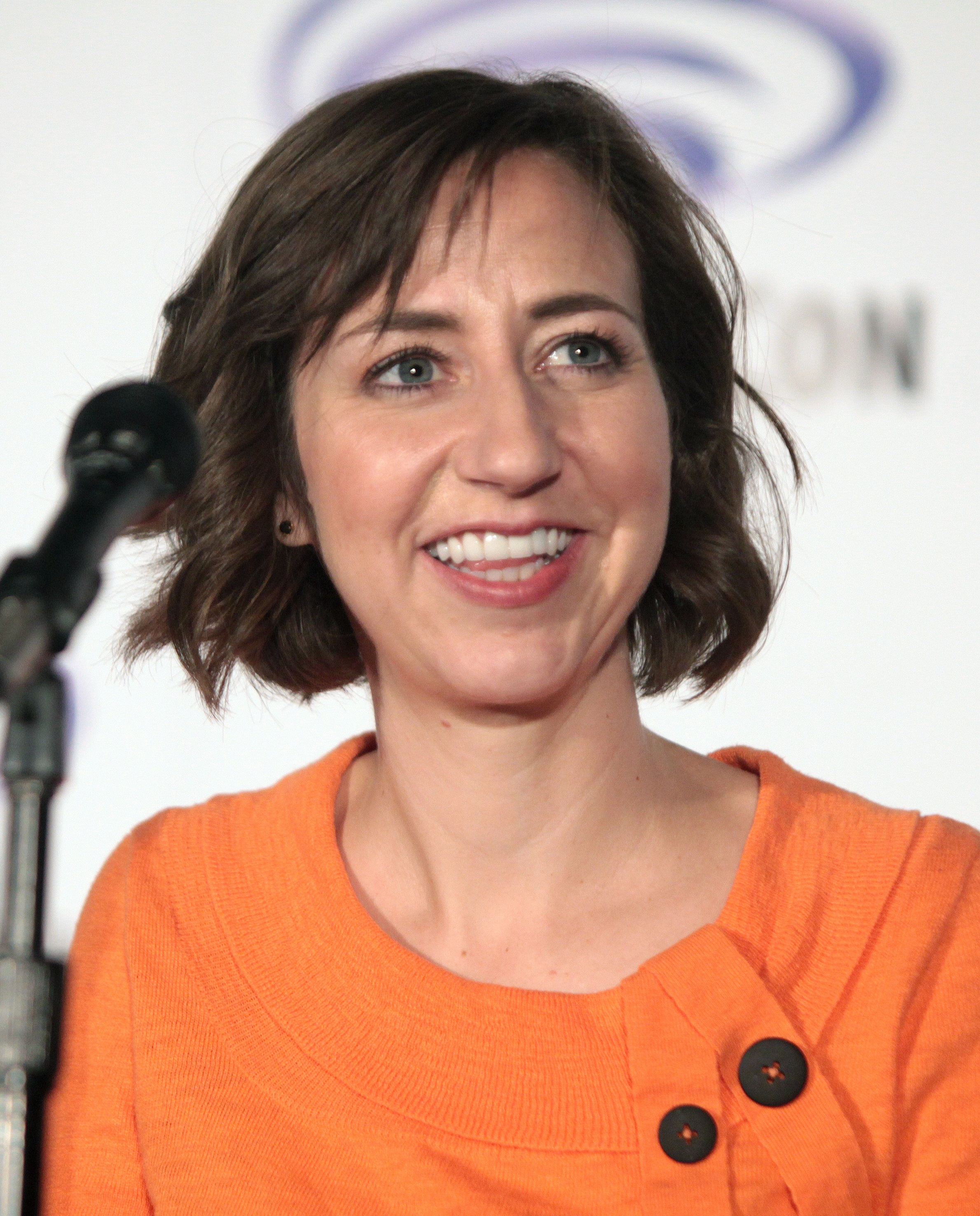
Kristen Schaal expresó a Mabel en la serie.

Mabel Pines es una chica enérgica y optimista de Piedmont, California, obligada a pasar el verano junto con su tío abuelo Stan en la ciudad ficticia de Gravity Falls, Oregón. Está acompañada por su hermano gemelo Dipper Pines. Sus padres no se revelan en el programa.
Mabel viste una variedad de suéteres y faldas de colores. Ella es una autoproclamada maestra de artes y oficios, llegando incluso a hacer una figura de cera de su tío Stan con la cera sobrante de una figura derretida durante el episodio «Headhunters». A ella le empezó a gustar Grunkle Stan y a él también le gusta ella, y a menudo la protege a ella y a Dipper.
Mabel está loca por los chicos y no le gusta nadie que se oponga a su hermano. Tiene un cerdo como mascota llamado Waddles, que ganó en el episodio «The Time Traveler's Pig». A pesar de que parece estar allí solo para un alivio cómico, Mabel frecuentemente ayuda a su hermano a resolver los misterios de Gravity Falls y jugó un papel fundamental en las tres peleas que los gemelos han tenido contra el antagonista principal, Bill Cipher, hasta el punto que Dipper dice que no tiene posibilidades de derrotar a Bill sin la ayuda de Mabel.
El creador de programas y de los personajes Alex Hirsch ha declarado en ocasiones que Mabel es mucho más inteligente de lo que parece, y dijo en un AMA de Reddit de 2013 que:

«Mabel no es estúpida. ¡Es una tonta! Hay una gran diferencia. El amor de Mabel por bromear es una fuerza natural de su personalidad, pero aún puede entender cuando las personas que le importan necesitan ayuda o están en peligro. No se limite a obligarla una máquina de frases clave. Ella realmente se preocupa por las personas que la rodean. (Secreto: Mabel está secretamente celosa de que su hermano sea mejor académicamente que ella)».

## Versiones alternativas
En el episodio de Rick y Morty «Close Rick-counters of the Rick Kind», el penúltimo episodio de 2014 de la primera temporada de la serie de televisión de comedia de ciencia ficción estadounidense Rick and Morty creada por Justin Roiland y Dan Harmon, dirigida por Stephen Sandoval y escrita por Ryan Ridley, las versiones gemelas de niña y niño del protagonista Mortimer Chauncey «Morty» Smith, inspirados en Dipper y Mabel Pines, aparecen en el fondo del episodio en cameos de huevo de Pascua, posteriormente nombrados como Mortipper y Mortabel Pines–Smith' por el creador de Gravity Falls, Alex Hirsch, y presentados como personajes jugables en el videojuego de rol Pocket Mortys. Después de que el dúo hiciera un cameo nuevamente en el episodio de la tercera temporada «The Ricklantis Mixup», Mortabel regresó sola en la historia de Gravity Falls: Lost Legends Don't Dimension It de Hirsch y Serina Hernandez, representada como una de las muchas versiones alternativas de Mabel atrapada en una dimensión de bolsillo, que se unen a la realidad principal Mabel para enfrentarse al Anti-Mabel. Mortabel aparece a continuación en el flashback de la historia de fondo del «bebé llorón» de Rick C-137 en el final de la quinta temporada, «Rickmurai Jack», en el que un Rick más joven había robado tecnología del propio abuelo de Mortabel, mientras ella salía del garaje de su familia junto con ella y la hermana de Mortipper, Summer, y no está presente en la Ciudadela cuando es destruida.
En la novela gráfica Gravity Falls: Lost Legends, la historia Don't Dimension It de Alex Hirsch y Serina Hernandez, en una expedición a través de los bosques de Gravity Falls para comprobar si hay fisuras dimensionales después de «Weirdmageddon 3: Take Back The Falls», Mabel cae en un agujero de gusano al recuperar a Waddles, y termina en una dimensión de bolsillo junto con otros Mabels del Multiverso perdidos (incluido Mortabel). Sin embargo, como todas las Mabels están demasiado preocupadas con sus propias tareas, ninguna puede ayudar a Mabels a regresar a su dimensión, mientras Grunkles Stan y Ford intentan localizar a Mabel a través del multiverso. Mientras tanto, Mabel conoce a otra Mabel que se parece mucho a ella y comparte su determinación de abandonar la dimensión. Ambos trabajan juntos para recuperar una pistola de bengalas y logran alertar a los Grunkles sobre su ubicación. Sin embargo, la otra Mabel encierra a Mabel en una letrina, revelándose como la Anti-Mabel, una versión malvada de ella, y tiene la intención de apoderarse de la vida y la dimensión de otra Mabel. Los Grunkles, sin darse cuenta del cambio, recogen la Anti-Mabel. Al salir de la letrina, Mabel intenta conseguir ayuda de las otras Mabel, pero se enoja cuando están demasiado preocupadas para ayudar. Al darse cuenta de cuán similares son a sus acciones pasadas, Mabel logra reunir a los otros Mabels para pedir ayuda para derrotar a Anti-Mabel. En el camino de regreso a su dimensión, los Grunkles son dominados por Anti-Mabel, que busca conquistar el multiverso. Mabel y sus versiones alternativas llegan, luchando contra Anti-Mabel mientras rescatan a Stan y Ford. La Anti-Mabel es dominada y los Pines la expulsan al espacio. Dejando a los Pinos en la grieta que conduce de regreso a su dimensión, las otras Mabels les agradecen su ayuda antes de regresar a las dimensiones de su hogar. A su regreso, los Grunkles sellan la grieta y Mabel se disculpa con Dipper por sus acciones pasadas y le da un diario azul con un pino que obtuvo de Mabipper (una versión compuesta de los hermanos) y espera comenzar nuevas aventuras juntos.

## Detrás de escena
Mabel está basada en la hermana gemela del creador de la serie Alex Hirsch, Ariel Hirsch. Al crecer, tenía una personalidad cercana a la de Mabel, de manera similar a que Alex tenía una como la de Dipper. Mabel fue expresada por la actriz Kristen Schaal. Alex ha declarado en el pasado que Kristen siempre fue su primera opción como voz de Mabel. Apareció por primera vez en el piloto inédito realizado para Gravity Falls en 2010 por ouse of Cool Studios, que Alex Hirsch utilizó para presentar la serie a Disney Channel.